# Vladimir (Roemenië)
Vladimir is een Roemeense gemeente in het district Gorj.
In 2011 telde Vladimir 2793 inwoners.